# Isthmohyla angustilineata
Espèce
Synonymes
- Hyla angustilineata Taylor, 1952

Statut de conservation UICN

 CR A2ae : 
En danger critique
Isthmohyla angustilineata est une espèce d'amphibiens de la famille des Hylidae.

## Répartition

Aire de répartition de Isthmohyla angustilineata.

Cette espèce se rencontre au Costa Rica et dans l'ouest du Panama dans les cordillères de Tilarán, Centrale et de Talamanca. Elle est présente entre 1 500 et 2 040 m d'altitude,.

## Publication originale
- Taylor, 1952 : A review of the frogs and toads of Costa Rica. The University of Kansas Science Bulletin, vol. 35, no 1, p. 577-922 (texte intégral).